# Skyspace Lech

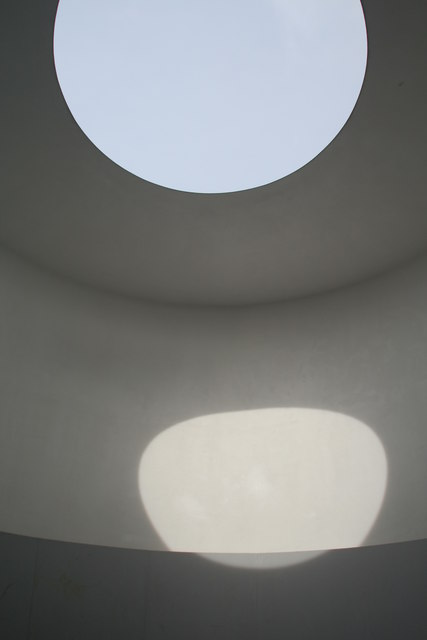
Ejemplo de Skyspace.

Skyspace Lech es una instalación artística situada en las montañas de la región de Vorarlberg en Austria. Realizada por el artista norteamericano James Turrell, es una colaboración con la asociación Horizon Field y la galería Häulsler. 

## Obra
El Skyspace Lech está situado en las altas montañas de Tannegg en Oberlech a una altitud de 1780 metros. Se trata de una sala de luz transitable que tiene la intención artística de agudizar la percepción individual de espacio, luz y tiempo. El diseño muestra una estructura en gran parte subterránea que se integra en el paisaje. La sala principal está equipada con un banco que la rodea y se abre a una vista despejada del cielo. El acceso se realiza a través de un túnel de 15 metros de longitud. El lugar tiene una línea de visión entre la cima del Biberkopf y el pueblo de Bürstegg, por un lado, y el Omeshorn, por el otro. Un camino de senderismo conduce a la pequeña colina sobre la estación superior del Teleférico Schloßkopfbahn. También es accesible desde la pista de esquí.

## Artista
James Turrell es un artista contemporáneo. Su trabajo en la serie Skyspace comenzó en la década de 1970 y ahora comprende más de 75 obras de arte en todo el mundo. En el Cráter Roden, un volcán extinto en el desierto de Arizona, James Turrell trabaja en la obra de arte más grande jamás realizada por el hombre[cita requerida]. Según cálculos astronómicos, construye una red de espacios en el interior del cráter en los que la luz natural y artificial se combinan. El Skyspace-Lech también sigue este concepto artístico.